# Dryf kulturowy
Dryf kulturowy – kulturowy odpowiednik dryfu genetycznego. Polega na zmianach częstości cech kulturowych wynikających nie z doboru (czyli np. różnic funkcjonalnych), ale z losowego kopiowania (niezwiązanego z preferowaniem którejś z tych cech, a na przykład z tym, kogo się spotkało).
W archeologii koncepcję dryfu kulturowego (rozumianego jako kulturowy analog genetycznego) zaproponował Lewis Binford. Jego zdaniem proces ten może odgrywać istotną rolę w przypadku zmian częstości występowania cech stylistycznych lub nieróżniących się funkcjonalnością.
Wysuwa się hipotezę, że przykładem dryfu kulturowego mogą być zmiany częstości występowania imion nadawanych dzieciom.